# ダム鎮
ダム鎮（チベット語: འགྲ་མ་）、または樟木鎮、ヅァンムー鎮はチベット自治区シガツェ市ニャラム県（チベットツァン地方）に属する鎮である。ネパール語ではカサ（ネパール語: खासा Khasa）とも呼称される。ヒマラヤ山脈南麓のネパールとの国境に位置する町で、海抜は2,300mである。ラサからは736km、ネパールの首都カトマンズからは150km離れている。

## 自然
ダムの年平均気温は20℃と温暖で、ケッペンの気候区分では温暖湿潤気候に属する。年間降水量は2,000～3,000mmで、雨季は3月から10月である。
チベットの他の地域と比較して、ダムは海抜が2,300mと低く平均降水量も多いため、周囲は原始林に覆われている。

## 交通
- G318国道（中尼公路）

ラサ方面からの公共交通機関がないため、ダムへは車をチャーターするかツアーで訪れるのが一般的である。なお、カトマンズから国境のネパール側の町であるシンドゥ・パルチョーク郡コダリまでは、アラニコ・ハイウェイが開通しているため、バスが運行されている。
なお、ラサからダムを経由してカトマンズまで鉄道を伸ばす計画がある。この計画に基づき、2014年8月にラサ・シガツェ鉄道が開通し、シガツェまで鉄道が延伸し、2018年6月に訪中したネパールのK.P.シャルマ・オリ首相はシガツェとカトマンズを結ぶ計画で中国と合意したことを中国国営紙などは報じた。

## 経済
中国政府の統計によると、1966年のダム口岸での貿易総額は約1000米ドルであったが、2004年には約1億米ドルとなった。これは2004年にチベットで取引された貿易総額の50%を占めている。
ダムの住民の70%以上は第二次産業と第三次産業に従事している。そのため、町には貿易会社が約20社、インドやネパールの商品を取り扱った商店が約100店舗ある。この他にも、町には税関、銀行、出入国管理事務所、公安等の管理機構も存在する。

## 観光
2015年に発生したネパール地震の影響で、観光客の立ち入りは禁止されている。再建には3年ほどかかる予定。

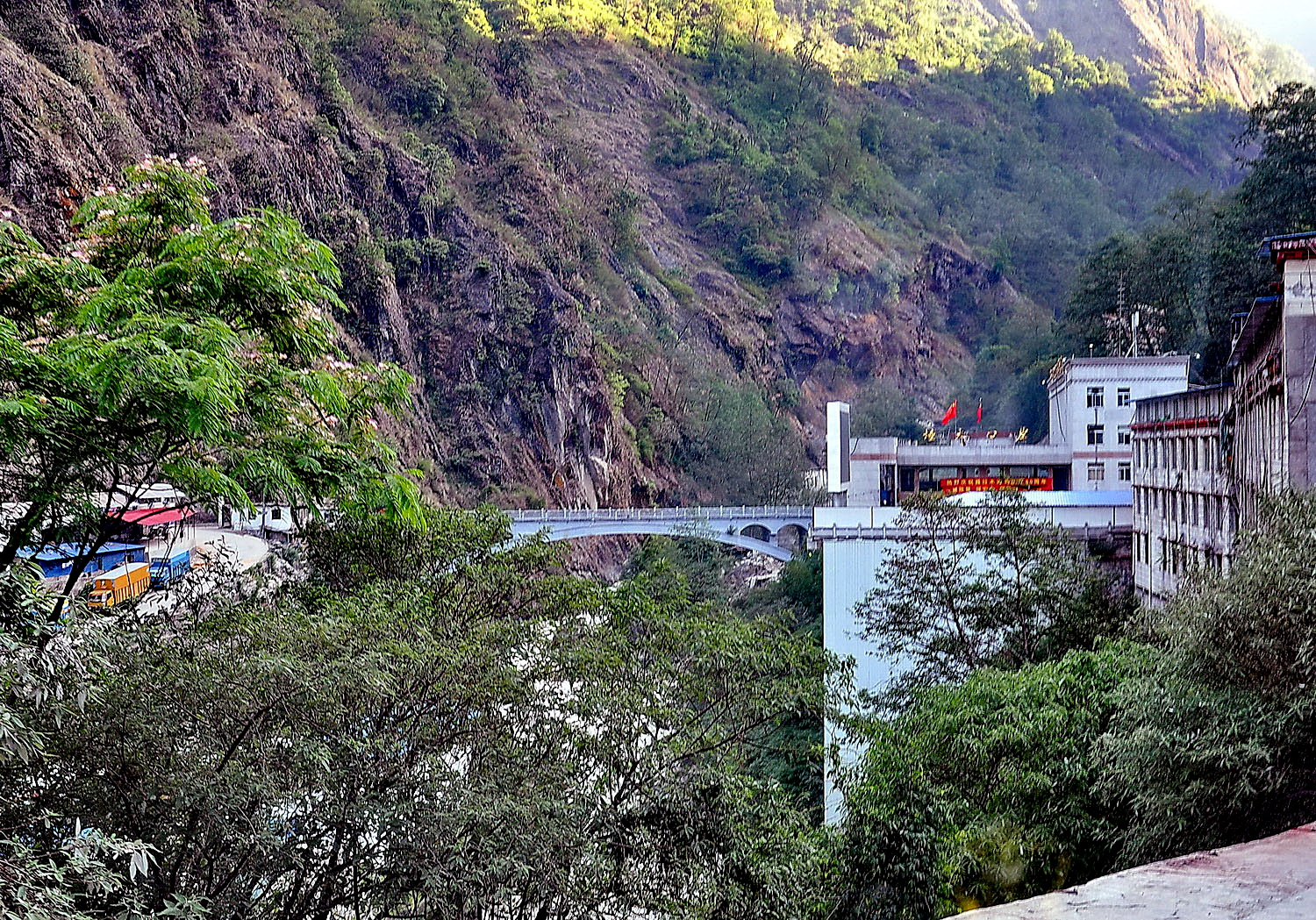
中尼友誼橋。右側がダム鎮

### 主な見どころ
- 立新原始森林景区：ダムから約3km離れたシェルパ居住区のひとつ。ユキヒョウやハヌマンラングール、ヒマラヤタール等の野生動物が棲息している。
- 中尼友誼橋（中国語版、英語版）：長さ65mで、チベット（中国）とネパールの境界に架かる橋。

### その他
ダムはチベットからネパールやインド方面に抜ける街道の要衝に位置し、ネパールとの国境は古くから開放されているため、多くのバックパッカーが訪れる。

## 脚註
1. ↑  鉄道ジャーナル2002年5月号pp116-117
2. ↑  “中国とネパール、チベット・カトマンズ結ぶ鉄道建設などで合意”.  AFPBB (2018年6月23日). 2018年6月28日閲覧。
3. ↑  地球の歩き方 D08 チベット 2016〜2017年版 ISBN 978-4-478-04916-7